# 1er régiment de tirailleurs marocains
Pour les articles homonymes, voir 1er régiment.
Le 1er régiment de tirailleurs marocains (1er RTM) était un régiment d'infanterie appartenant à l'Armée d'Afrique qui dépendait de l'Armée de terre française.
Régiment en activité entre 1915 et 1965, il se distingue particulièrement lors de la Première Guerre mondiale, au cours de laquelle il est cité cinq fois à l'ordre de l'armée et reçoit la fourragère aux couleurs du ruban de la Médaille militaire, puis lors de la Seconde Guerre mondiale, tout d'abord lors de la campagne d'Italie au sein du corps expéditionnaire français du général Juin puis lors de la campagne de France; il est à nouveau cité deux fois à l'ordre de l'armée.
En 1949 son drapeau est décoré de la Légion d'honneur.

## Création et différentes dénominations
- 1912 : création de troupes auxiliaires marocaines
- août 1914 : les cinq bataillons des troupes auxiliaires marocaines sont regroupées dans la brigade de chasseurs indigènes à deux régiments
- 23 septembre 1914 : la brigade décimée est dissoute et avec les survivants un Régiment de marche de chasseurs indigènes est formé
- 1er janvier 1915 : devient le Régiment de marche de tirailleurs marocains (RMTM) par décision du 25 décembre 1914
- mars 1918 : devient le 1er régiment de marche de tirailleurs marocains lorsqu'un deuxième régiment est créé.
- octobre 1920 : devient le 61e régiment de tirailleurs marocains
- avril 1928 : devient le 1er régiment de tirailleurs marocains
- 1965 : dissolution

## Historique des garnisons, combats et bataille

### Première Guerre mondiale

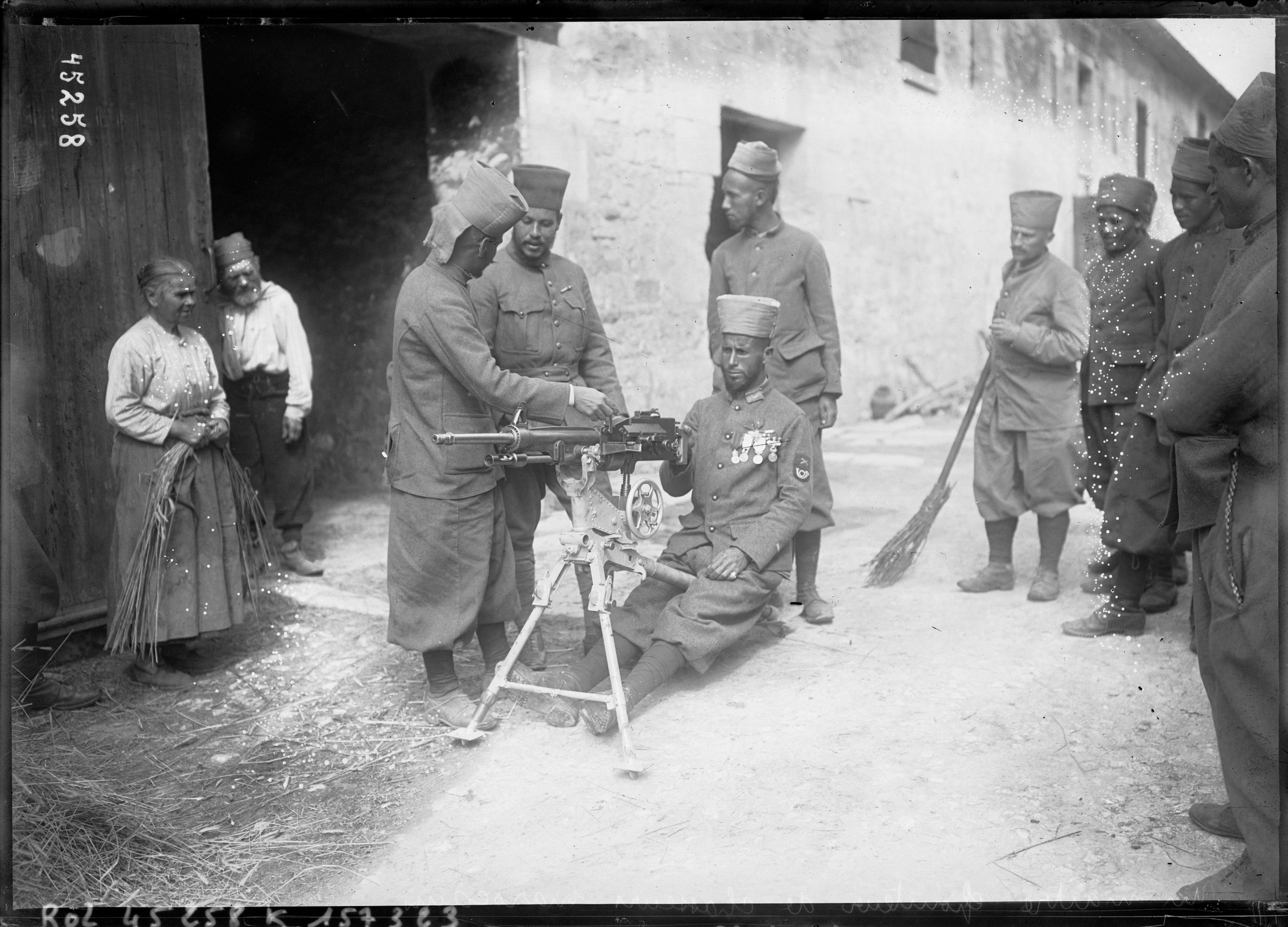
Mitrailleurs du régiment, en septembre 1915.

- Elle contient une ou plusieurs listes. Le texte gagnerait à être rédigé sous la forme d’un ou plusieurs paragraphes synthétiques, afin d’être plus agréable à lire. (Marqué depuis décembre 2021)
- Son texte doit être wikifié : il ne correspond pas à la mise en forme Wikipédia (style, typographie, liens internes, liens entre les wikis, etc.). (Marqué depuis décembre 2021)

#### 1914
Les cinq bataillons marocains, regroupés dans les 1er et 2e régiments de chasseurs indigènes, arrivent en France mi-août 1914. Ils participent à la bataille de l'Ourcq du 5 au 9 septembre 1914 et à la bataille de l'Aisne du 13 au 18 septembre. Initialement peu habitués aux opérations de la guerre européenne, les Marocains s'adaptent rapidement mais leurs rangs sont décimés.
La brigade est dissoute le 23 septembre 1914, les 1 800 survivants formant le régiment de marche de chasseurs indigènes, sous les ordres du lieutenant-colonel Poeymirau.

#### 1915
Le 1er janvier 1915, ce régiment devient le régiment de marche de tirailleurs marocains (RMTM) par décision du 25 décembre 1914. Au fur et à mesure de la guerre, des bataillons sont recréés au Maroc et viennent renforcer le régiment de marche.
Rattaché à la brigade mixte Klein, le RMTM est engagée dans la bataille de Crouy (8 au 15 janvier 1915).
Le 2 février 1915, il intègre la 96e brigade de la 48e division d'infanterie de nouvelle formation.
- 13 au 19/3/1915 : 1re bataille de Champagne
- 29 au 30/4/1915 : 1re bataille de la Woëvre
- 25/5 au 1/6/1915 puis 11 au 18/6/1915 : 2e bataille d'Artois
- 1 au 6/10/1915 : 2e bataille de Champagne

#### 1916
- 5 au 21/5/1916 : Bataille de Verdun
- 19 décembre 1916, il est affecté à la 153e division du général Pellé au sein de la 3e brigade du Maroc

#### 1917

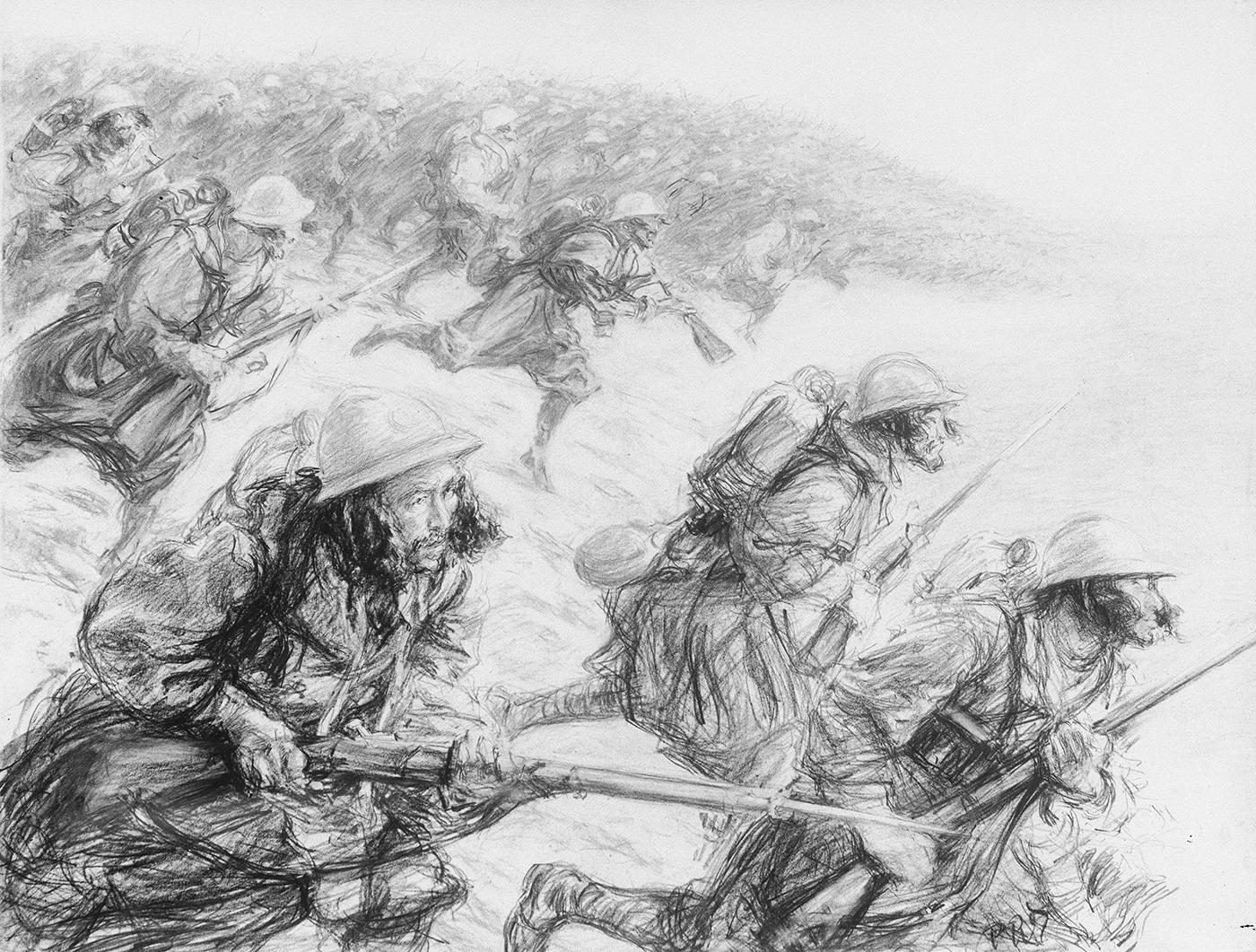
L'attaque du 1er régiment de tirailleurs marocains, le 28 juin 1918, à, dessinée par Paul Renouard.

- 16 au 18/4/1917 : 2e bataille de l'Aisne

#### 1918
- 28 au 29/6/1918 : Attaque du plateau de Cutry
- 18 au 22/7/1918 : Bataille du Soissonnais et de l'Ourcq
- 8 au 10/8/1918 : Bataille de Montdidier
- 30/9 au 2/10/1918 : Bataille de Saint-Thierry
- 19 au 30/10/1918 : Bataille de la Serre

### Entre-deux-guerres

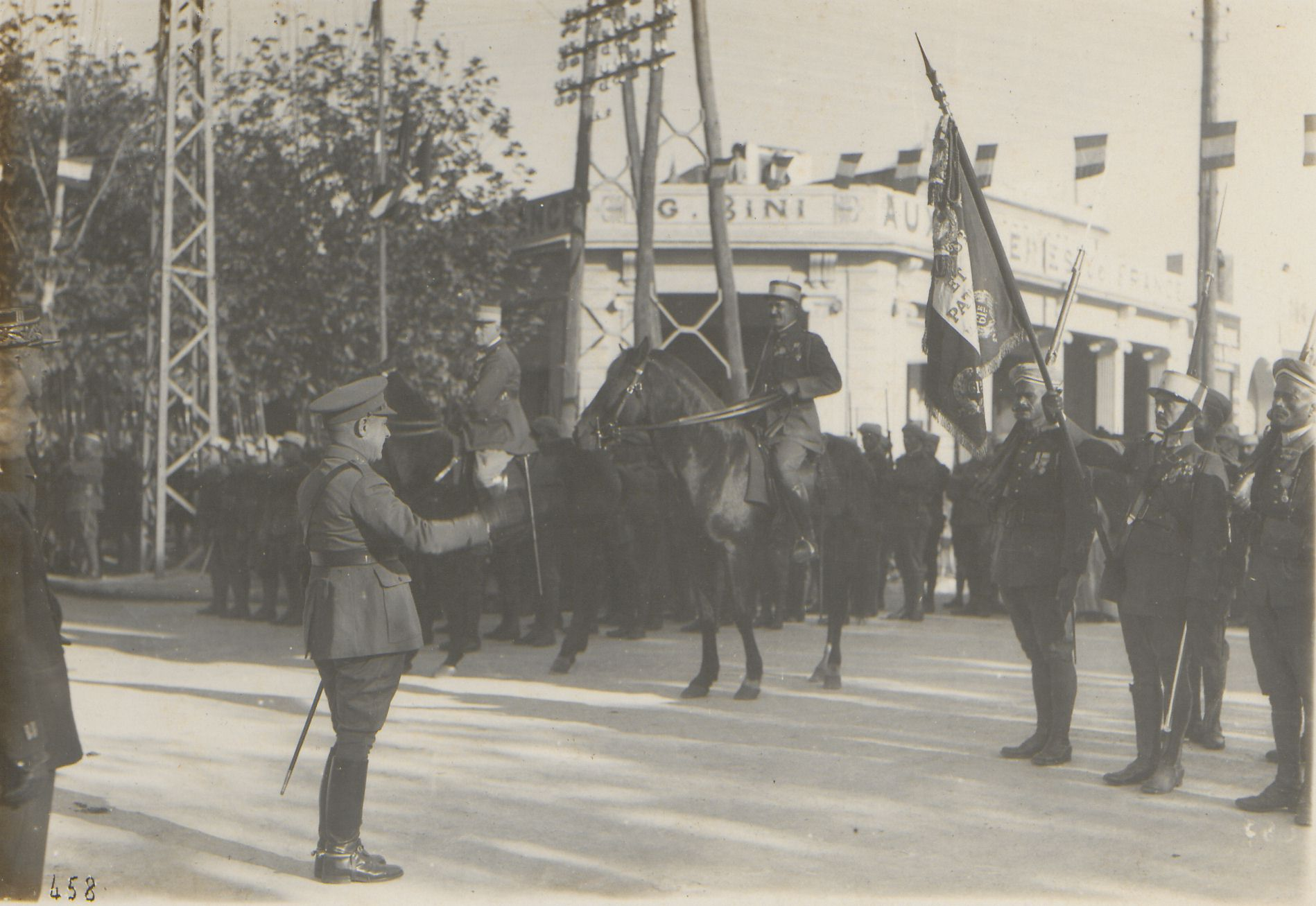
Le général espagnol Francisco Gómez-Jordana Sousa salue le drapeau du 1er RTM lors d'une visite à Casablanca en 11/1929.

Formé en novembre 1918 des 3e, 6e et 9e bataillons, le 1er régiment de marche de tirailleurs marocains revient au Maroc d'avril à mai 1929. En octobre 1920, il est renommé 61e régiment de tirailleurs marocains.
Envoyé à l'Armée du Rhin en mars 1924, le 61e RTM revient au Maroc en juillet 1925 à cause des défaites coloniales face aux Rifains.
Il est renuméroté 1er RTM en avril 1928.

### Seconde Guerre mondiale

#### 1939-1940
En 1939, le régiment est en garnison à Meknès et Port-Lyautey, sauf son 4e bataillon à Damas en Syrie.
Le 1er RTM participe à la Bataille de Gembloux le 15 mai 1940 puis à la défense de Lille fin mai 1940 au sein de la 1re division marocaine.
Le 1er RTM est reconstitué à deux bataillons dans la 1re division légère d'infanterie nord-africaine, à partir des unités marocaines détruites en mai 1940.

#### 1940-1942
Le régiment est conservé au Maroc dans l'Armée d'Armistice, en garnison à Port-Lyautey et Souk El Arbaa. Après avoir combattu pendant la campagne de Syrie, le 5e bataillon rejoint Port-Lyautey en 1941.
Il combat face aux Américains pendant l'opération Torch.

#### 1943-1945

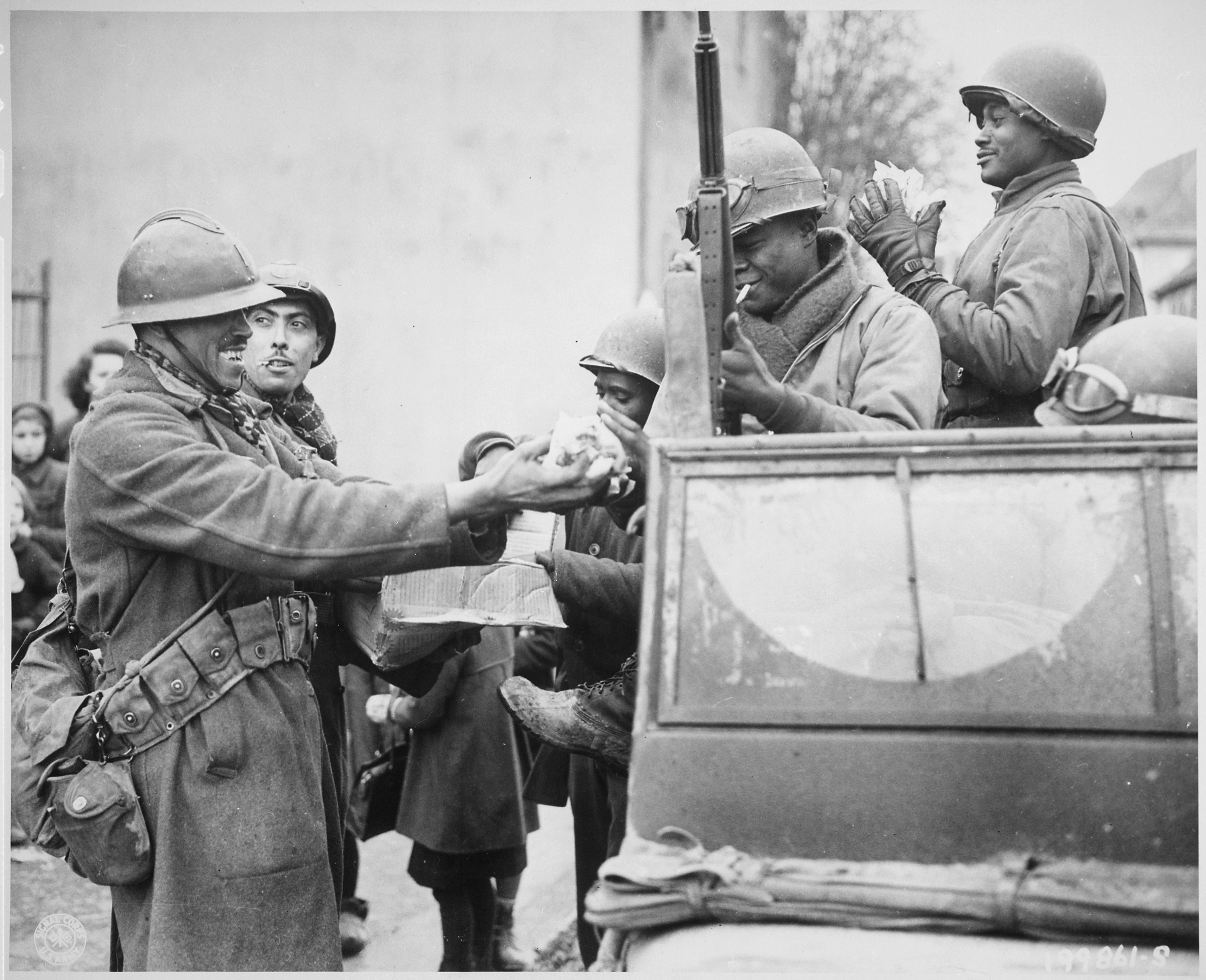
Deux soldats du 1er RTM (à gauche) échangeant avec des soldats américains à Rouffach le 5/2/1945 lors de la bataille de la poche de Colmar.

En 1943, après les réarmement de l'Armée française en Afrique du Nord, il participe à la libération de la Corse.
En 1944, il remplace au sein de la 4e division marocaine de montagne du corps expéditionnaire français commandé par le général Juin le 2e RTM dissous après la campagne d'Italie. En août 1944, il débarque en Provence et participe à la libération du sud-est de la France puis à la campagne d'Allemagne.

### L'après Seconde Guerre mondiale
Après plusieurs mois de séjour dans la région de Lyon – Saint-Étienne, Bourg et Roanne, il arrive en mai 1946 sur la Côte d'Azur où son gros tient garnison à Menton, Villefranche, Nice, Antibes, Grasse et Darboussières (Fréjus), pendant que le 3e Bataillon s'installe dans les Alpes, à Digne et à Barcelonnette.
Et la tradition se maintenant, des unités du Régiment vont combattre partout où il faut maintenir le Drapeau. C'est ainsi qu'une Compagnie de marche (Lieutenant Laurier) s'intègre, en février 1947, à un Bataillon du 5e RTM, envoyé en renfort en Indochine. C'est ainsi également que le 1er Bataillon de marche du régiment part en juillet pour Madagascar avec la 2e demi-brigade de marche algéro-marocaine.
Ces prélèvements massifs ayant fortement diminué ses effectifs, le 1er R.T.M. rentre au Maroc, à Port-Lyautey, en septembre 1947, où il retrouve ses tombes, ses souvenirs, ses anciens casernements, se réorganise et se reconstitue pour être prêt à remplir dignement les missions qui peuvent à nouveau lui incomber. En 1948, la 6e compagnie du 1er RTM (qui deviendra CCAB2 puis CCB2 en 1950) est en garnison à Souk El Arbaa au Maroc (commandement : capitaine Jean Libraire). Fin novembre 1948, elle fait mouvement vers Chalon-sur-Saône via Oran et Toulon avec pour ordre de faire remplacer les grévistes par des tirailleurs lors des grandes grèves de mineurs de 1948. En 1950, son IIe bataillon migre à Midelt. En 1952, il est en garnison à Meknès.

## Chefs de corps

### Première Guerre mondiale
- Régiment de marche de chasseurs indigènes
  - à partir du 24 septembre 1914 : Lieutenant-colonel Poeymirau
- Régiment de marche de tirailleurs marocains (RMTM)
  - Jusqu’au 13 mai 1915 : Lieutenant-colonel Poeymirau (blessé)[réf. souhaitée]
  - Du 15 mai 1915 au 23 mars 1916 : Lieutenant-colonel Auroux
  - Avril 1916 au 12 mars 1917 : Lieutenant-colonel Maurice[réf. souhaitée]
  - À partir du 21 mars 1917 : Lieutenant-colonel Cimetière[réf. souhaitée]

### Seconde Guerre mondiale et après
- 1940 : colonel Rouyer[4]
- 12 mai 1940 : lieutenant-colonel Bocat[4]

- 22 mai 1940 : commandant Flamant[4]

- 12 avril 1943 : Colonel de Butler
- 31 mars 1944 : Lieutenant Colonel Brissaud-Desmaillet[réf. nécessaire]
- 25 août 1944 : Colonel Deleuze[réf. nécessaire]
- mars 1945 : colonel Méric
- 19 avril 1945 : Colonel Brissaud-Desmaillet[réf. nécessaire]
- 1946 : colonel Spillmann
- 1952-1954 : Colonel Marcel Roulet

## Traditions

### Insigne du1errégimentde Tirailleurs Marocains
Description [4e Modèle d'insigne][Quand ?] :

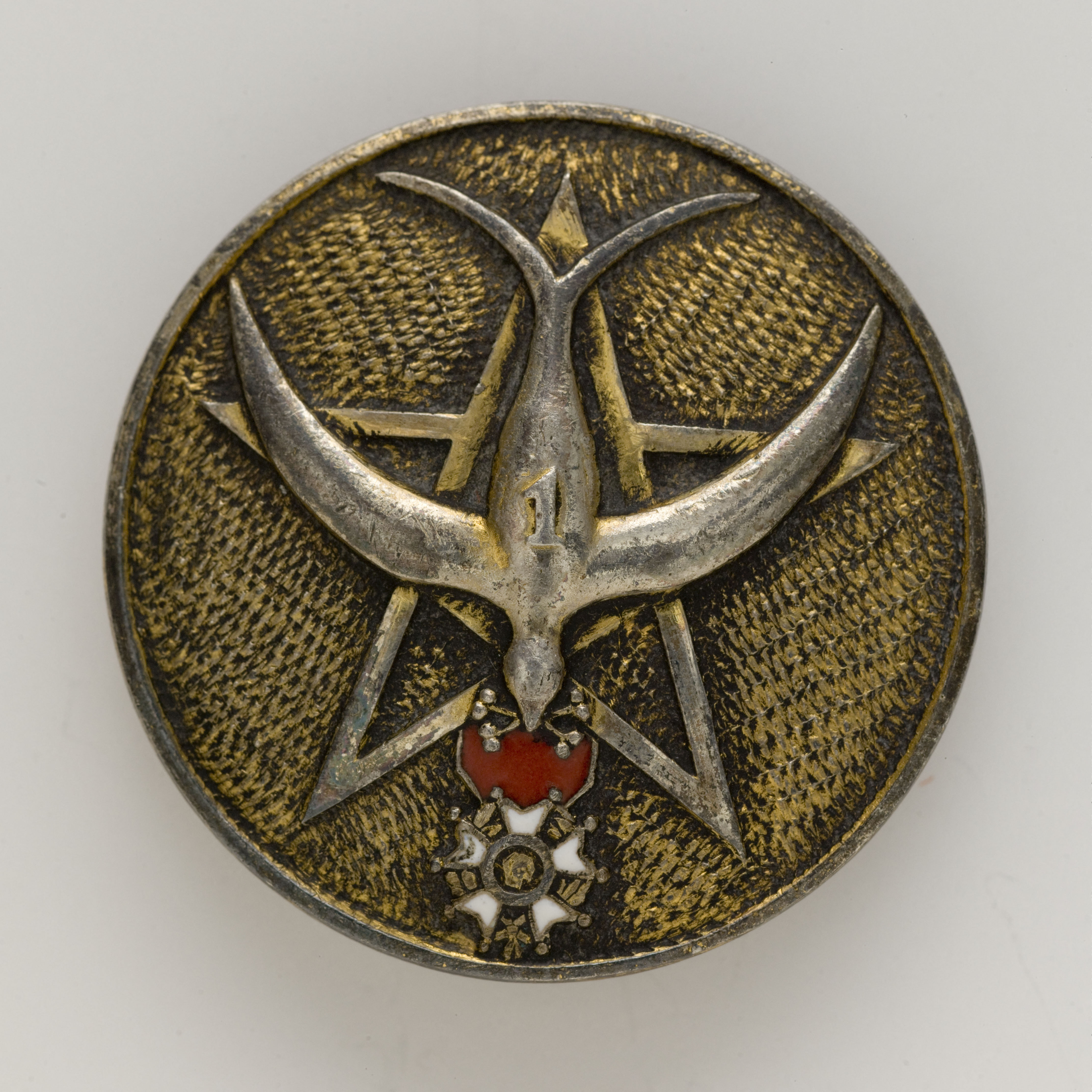
Insigne de la fin des années 1940.

Son blason est le Sceau de Salomon à cinq branches, inscrit dans un croissant, sur lequel figure au premier plan l'Hirondelle de la Mort, porteuse dans son bec de deux tibias, destinée à rappeler le surnom donné par les Allemands aux tirailleurs marocains, au cours de la guerre 1914-1918.
Au second plan figure une évocation de la ville sainte de Moulay Idriss, située dans le massif du Zerhoun, près de Meknès.
Le texte en arabe gravé sur le croissant : « Min Moulay Idriss jinna wa rabbi arfoualina », ce qui signifie « De Moulay Idriss nous venons et le Seigneur nous a (re)connus ».
Voir les insignes du 1er R.T.M

### Devise du1errégimentde Tirailleurs Marocains
Le Premier Partout "Nous sommes venus de Moulay Idriss", "Ô Dieu pardonne nous" ou "Que Dieu efface nos pêchés".

### Drapeau du régiment
Il porte, cousues en lettres d'or dans ses plis, les inscriptions suivantes :
- Maroc 1912–1928–1932-1934
- La Marne 1914
- Artois 1915
- Champagne 1915
- L'Aisne 1917
- Soissonnais 1918
- Montdidier 1918
- Gembloux 1940
- Rome 1944
- Toscane 1944
- Alsace 1944-1945
- Aasen 1945
- Indochine 1947-1954

### Décorations
Sa cravate est décorée:
- Légion d'honneur (11/05/1949) au titre de la Seconde Guerre mondiale
- Croix de guerre 1914-1918, avec cinq palmes et une étoile d'argent
- Croix de guerre 1939-1945, avec deux palmes
- Croix de guerre belge 1940-1945 avec 1 palme
- Croix de guerre des Théâtres d'opérations extérieurs avec 1 palme
- Mérite militaire chérifien
- Fourragère aux couleurs du ruban de la Médaille militaire avec une olive aux couleurs du ruban de la Croix de guerre 1914-1918 (au-dessus du ferret) puis une olive aux couleurs du ruban de la Croix de guerre 1939-1945 (elle est superposée à l'autre).

## Personnalités ayant servi au1erRTM
- Henri Poeymirau (1869-1924), futur général de division, premier colonel du RMTM,

- François Maurice Auroux (?-?), responsable de l’exécution de Lucien Bersot en 1915, nommé ensuite lieutenant-colonel du RMTM,
- Léopold Justinard (1878-1959), futur Colonel, surnommé le "capitaine chleuh" par les soldats marocains qu'il commande durant la  Première Guerre mondiale (1915)[7].
- Alphonse Juin (1888-1967), futur Maréchal, est un de ses capitaines durant la Première Guerre mondiale,
- Jean Jacques de Butler (1893-1984), futur général, colonel pendant la Seconde Guerre mondiale, chef de corps du 1er RTM,
- Pierre Boyer de Latour du Moulin (1896-1976), futur général pendant la guerre d'Indochine et l'indépendance de la Tunisie,
- Rémond Monclar (1894-1972), Compagnon de la Libération,
- Georges Spillmann (1899-1980), futur général, chef de corps en 1946,
- Édouard Méric (1901-1973), Compagnon de la Libération, chef de corps en 1945,
- Fernand Gambiez (1903-1989), futur général, au régiment en 1939,
- Jacques-Philippe Dehollain (1913-2008), futur général, lieutenant puis capitaine pendant la Seconde Guerre mondiale. Le général Jacques-Philippe Dehollain était Président d’honneur de l’Amicale des anciens du 1er régiment de tirailleurs marocains,
- Robert Le Forestier-Clément (1913-2013, officier de la légion d'honneur) libère, avec sa compagnie, Westhalten et Soultz[8],[9].
- Claude Monod (1917-1945), colonel FFI et tué alors qu'il était « officier stagiaire » au 1er RTM.
- Jean-Pierre Sartin (1917-1993), Compagnon de la Libération.
- Allal Ould M'Hamed Ben Semers (1920-1944), tué le 6 octobre 1944 à Briançon pendant la deuxième bataille des Alpes, fait partie des 17 morts pour la France inhumés au mémorial de la France combattante au mont Valérien[10].

## Sources et bibliographie
- Anthony Clayton, Histoire de l'Armée française en Afrique 1830-1962, Albin Michel, 1994
- Robert Huré, L'Armée d'Afrique: 1830-1962, Charles-Lavauzelle, 1977
- Rapport du Colonel de Butler
- Rapport de Combat Capitaine Le Forestier